# Sket Dance
Sket Dance (на японски: スケット・ダンス, Suketto Dansu) е японска манга поредица, написана и илюстрована от Кенджи Шинохара в началото на юли 2007 г. в списанието „Weekly Shōnen Jump“. През 2009 г. Скет Данс печели 55-ите годишни Шогакукан манга награди за най-добра шонен манга. Аниме адаптацията е продуцирана от аниме компанията Татсуноко (株式会社竜の子プロダクション or 株式会社タツノコプロダクション Kabushiki gaisha Tatsunoko Purodakushon, наричана често Татсуноко Про), като първият епизод е излъчен на 7 април 2011 г. по „TV Tokyo“.
Първоначално са планирани да излязат само 51 епизода, но Татсуноко Про лансира новината, че Скет Дансе ще има и втори сезон.

## История
Историята на Скет Данс (Катакана: „スケット・ダン“; Канджи: „助人団“; „Suketto Dan“ на японски) е фокусирана върху приключенията на тримата ученици на гимназия Каймей. Името на клуба идва от първите букви на четирите принципа, върху които се гради клуба – Подкрепа, Доброта, Насърчителност, Отстраняване на проблеми (от английски Support, Kindness, Encouragement, and Troubleshoot). Дейността на клуба се изразява в оказване на помощ на всеки нуждаещ се, без значение кой е той и какво е естеството на проблема – изгубена опаковка от близалка Пелолипоп, участие в отбор по дженезис (безумен спорт със странни правила), даване на съвети на стеснителни учители и ученици за среща с жени, помагане на самурай да спечели състезание по кендо, грижа за проблемни домашни любимци и всякакви други щури молби, като основното правило е никога да не казват „не“ на отправената им молба. Историята се разказва чрез серия самостоятелни епизоди, обикновено разделени в една или две глави. Диапазонът на случките е широк, като се започне от ежедневната дейност на клуба, пълна с много хумор и весели случки, и се стигне до изпълнените с трагедия и болка лични истории на тримата членове – Шефа, Суитч и Химеко, от които се разбира как и защо тримата са основали този странен клуб и какви са техните мотиви да помагат на другите около тях. Важно място в историята заемат и членовете на Ученическия съвет, с който Скет Данс са в непрекъсната вражда за спечелване на сърцата на учениците и учителите в гимназия Каймей.

## Герои

### Членове на Скет Данс
- Шефът/ Юсуке Фуджисаки

Ръководителят на екипа, експерт стрелец, артист, самоук музикант и художник, чиято обикновено хаотично личност се съчетава с дедуктивен начин на мислене, който „активира“ чрез поставянето на очилата, които винаги носи. Това му позволява да прави на невероятно точни изводи, като се концентрира изцяло върху абсолютно всички налични доказателства. Обича да помага на другите просто, защото смята, че така е правилно и често приема много лично проблемите на другите като прави всичко по силите си, за да ги реши. Изключително предан на хората, които смята за свои приятели той е готов на всичко за тях, включително и на върховно самоунижение и не се спира пред нищо, за да им помогне когато изпаднат в беда. Въпреки своята популярност Шефът се чувства неловко в компанията на красиви жени.
На петнадесетия си рожден ден открива, че майка му Акане не му е рождена майка и няма кръвна връзка със сестра си Руми. Негови родители всъщност са били най-добрите приятели на Акане – Риусуке и Хару и двамата израснали в сиропиталище. Риусуке загива в деня на раждането на Юске докато се опитва да спаси малко момче от връхлитаща кола. Същия ден започналата да ражда Хару е тежко ранена в автомобилна катастрофа докато приятелката ѝ Акане се опитва да я заведе в болницата. Хару умира при операцията, но дава живот на две момчета – Юсуке и Сасуке. Малко преди да умре Хару моли докторът – отговорен за автомобилната катастрофа, в която тя е ранена, да вземе едно от децата и да даде другото на Акане. Без да подозира че приятелката ѝ е родила близнаци Акане взима едното момченце, а докторът, който заедно с жена си (сестрата асистирала по време на операцията на Хару) са бездетни. Така без да знае истината Акане се заема с отглеждането на Юсуке. След като Юске научава тайната на произхода си той продължава да живее с мисълта, че е сам на света докато на седемнадесетия му рожден ден лекарят, изродил майка му не му разкрива, че има брат-близнак, който се оказва не кой да е най-големия враг на Юсуке – вицепрезидента на ученическия съвет Сасуке Цубаки.
- Химеко/ Химе Онизука/ Онихиме

Химе, макар и красавица, е вечната побойничка, мъжкарана, мускулите на екипа и винаги готово да пребие някого с верния си циклон – стик за хокей на трева. Има слабост към близалките Пелолипоп, които са известни със странните и отвратителни вкусове – на черен дроб, на риба и други. Родом от Осака тя се мести в Токио заради работата на баща си. В новото училище става известна с таланта си в играта на хокей на трева. Игнорирана от всички тя се сприятелява с А-чан, симпатично, кротко и тихо момиче от богато семейство. Мислейки, че приятелката ѝ е в опасност от женска банда, царуваща в училището, Химеко се опитва да я спаси, но се оказва, че А-чан не само, че никога не е била застрашаване от тази банда, но и тя е нейния лидер. Потресена от разкритието пребитата Химеко за пръв път грабва стика циклон и пребива цялата банда, с което и се прочува. Жестоко наранена от предателството на А-чан, уверена, че приятелството не струва нищо, Химеко е принудена да се изправи срещу побойниците, привлечени от новата ѝ слава. Така Химе се прочува като Онихиме – непобедимата побойничка. За да избяга от мрачната си слава и да започне на чисто, Химе започва да учи в ново училище, далеч от старото. Тук се запознава с Капитанката – Чиаки Такахаши – симпатично момиче, играещо в отбора по софтбол. Въпреки опитите на дълбоко наранената Химе да я игнорира, Чиаки не се отказва и в крайна сметка помежду им се заражда връзка. Към опитите на Чиаки да разчупят стената, която Химе е изградила около себе си, се присъединява и Шефа. Обаче когато Чиаки е изнудена от трима бандити, именно Химеко се намесва и я спасява, като по време на схватката, когато се чупи нейният стик самата тя е спасена не от кой да е, а именно от Шефа. Така се разкрива, че не кой друг, а Химе Онизука е легендарната побойнички Онихиме. Това обаче не смущава нито Чиаки, нито Шефа, който именно тогава я кани да се включи в замисляния от него клуб.
- Суитч/ Казуйоши Юсуи

Суитч е мозъкът на екипа. Той е специалист по намирането на всякаква информация с помощта на своя лаптоп, с който никога не се разделя и връзките му в средите на манга почитателите. Той е хладнокръвен, уравновесен и поведението му рязко контрастира с емоционалността на Шефа и Химеко. Боготвори науката и се позовава единствено на доказани факти, като отказва да признае съществуването на свръхестественото, което е причината за вечните му спорове с друга ученичка на гимназия Каймей – Юки Рейко – почитателка и твърда привърженичка на паранормалното. Любител на мангата и глупавите компютърни игри. Проявява се и като изобретател, макар изобретенията му да са странни (като например робот, който изстудява горещ рамен с духане) нямат особено практическо приложение Суитч е известен с това, че не говори. За да общува използва своя лаптоп и специалната програма за говор. Причината за това се корени в миналото на Суитч. Когато е бил съвсем нормално момче е имал малък брат, чийто прякор е бил Суитч. Той загива, докато се опитва да спаси своя приятелка от детинство – Сауа, да не бъде намушкана от полудяла от ревност ученичка. Нападателката, разгневена от това, че бившият ѝ приятел проявява интерес към Сауа, се опитва да прободе момичето, но в последния миг малкия Суитч я предпазва с тяло. Момчето загива, а Казуйоши, измъчван от вина, че не е спасил малкия си брат, решава да заеме мястото му. Променя прическата си, за да заприлича на мъртвия си брат, слага си очила и настоява всички да го наричат Суитч. С помощта на компютърната програма разработвана от брат му докато е бил жив, той комбинира своя и неговия глас и оттогава започва да говори чрез лаптопа си.

### Членове на ученическия съвет
- Соджиро Агата

Президент на Ученическия съвет и ученик третокурсник. Известен е със своя мързел и е винаги готов да прехвърли тежката работа на Сасуке Цубаки, който няма нищо против. Въпреки своята пасивност той е интелигентен, много проницателен и способен манипулатор, което му позволява да спечели абсолютната лоялност на Сасуке и Дейзи. Нивото му на интелигентност е 160. Не се колебае да използва заплахи и да мами, за да победи. Именно той побеждава Шефа по време на състезанието „Градината на феите“ въпреки неговата върховна концентрация. Има уникален и малко странен смях „какака“.
- Сасуке Цубаки

Вицепрезидент на Ученическия съвет Сасуке гледа на задълженията си сериозно, а често- и прекалено сериозно. Изключително дисциплиниран, съвестен, той е готов на всичко за добруването на гимназия Каймей и нейните ученици. Сасуке е опитен в бойните изкуства и изкусен боксьор, умения които не се колебае да използва, за да предпази другите. Върл враг на Шефа, с когото неспирно влизат в пререкания и заяждания, той е твърдо убеден, че училището няма нужда от Скет Данс тъй като Съветът може изпълнява техните функции. Въпреки непрекъснатите спорове с Шефа всички започват да забелязват, че двамата си приличат. Малко по-късно става ясно и защо – двамата са братя, разделени при раждането си по молба на умиращата им майка. Сасуке пръв разбира, че не е син на родителите си и настоява баща му да каже на Шефа дълго пазената тайна. Научили истината между двамата се възцарява разбирателство и Шефа кани Сасуке да се запознае с майка му и сестра му.
- Мичиру Шинба

Като член на съвета Мичиру отговаря за общите въпроси. Той е красив и популярен сред момичетата. Изключително способен готвач, той има и своята голяма слабост, а именно, че въобще не носи на алкохол, което става причина за няколко забавни и крайно унизителни момента. Мичуру познава Президента на съвета от години и е добре запознат с неговите манипулативни способности.
- Мимори Униу

Ковчежникът на Ученическия съвет е внучка на собственика на могъщата компания Униу Груп и поради това богата. Тя е твърдо убедена, че всичко на този свят може да се реши с подходяща сума пари без значение дали става въпрос за любов или ремонт на изкъртената врата на дамската тоалетна. Известна е и с голямата си гръдна обиколка.
- Кикуна Асахина

Секретарят на Ученическия съвет е второкурсничка в гимназия Каймей въпреки прякора си Дейзи (маргаритка) е момиче с доста мрачен характер. Има малко странен начин на говор и често използва реплики като „удави се, умри, съживи се и умри отново“. Изключителна решителна, безкомпромисна и не знаеща никаква милост.

### Учители
- Тетсуи Чума

Тетсуи или просто Чу-сан е учител по химия и е учителя, който отговоря за Скет Данс, въпреки че клуба е последната му мисъл. Това обаче не му пречи да използва позицията си, за да изнудва Шефа, Суитч и Химеко да му вършат всякакви услуги, обикновено свързани с поредния странен и опасен химически коктейл, които учителя има навика да забърква. Не гледа особено сериозно на работата си като учител, децата въобще не го вълнуват, често е груб и има непрекъснато крайно отегчен вид. Няколко негови химически творения вкарват Скет данс в големи неприятности като например еликсира му за подмладяване, който веднъж превръща Шефа в три годишно момче, а по-късно подмладява и Химе и Момока. Въпреки недостатъците си Чу-сан е загрижен за своята по-малда колежка и начинаеща учителка известна като Кака Реми, по отношение на която полага неистови усилия да помогне да се приспособи към необичайната за нея обстановка и е готов да изтърпи всичко, което тя му поднася.
- Кунио Яманобе

Кунио е крайно ексцентричният учител по география. Един от редовните „клиенти“ на Скет Данс той често използва услугите им, за да даде живот на поредната смущаваща странност, която е научил от вездесъщия учител Уон когото е познавал докато като дете е живял в Китай. Така той моли Скет да му помогнат да създаде клуб, който да играе безумната игра Дженесис, чиито правила е научил от учителя Уон. След това той се опитва да популяризира настолната игра Хиперион отново с помощта на Скет Данс (и отново научена от прочутия учител Уон).
- Канеги-сенсей

Учителят по английски език, който отговаря за женския отбор по софтбол. Всички, включително момичетата от отбора, му се подиграват, че хвърля бейзболни топки като жена. Говори доста странно имайки навика непрекъснато да вмъква английски думи, като „Hi-hi“ и „Teamwork“. Смята Скет Данс за банда безделници.
- Джейсон-сенсей

Джуничи Сон или както е по-известен – Джейсон-сенсей е странният учител по трудово. Прякорът му идва от зловещото му бледо лице, симетричните бенки и огромния му ръст, които го карат да изглежда досущ като героя от поредицата филми на ужаси. Въпреки зловещия си външен вид той е чувствителен и притеснителен. Отчаяните му опити да си намери приятелка (с помощта на Скет Данс) се провалят най-вече заради притеснителността му и факта, че по време на срещите си има навика да размахва моторен трион пред партньорките си демонстрирайки любимото си хоби – да цели дърва, или да имитира звуци от японските филми на ужасите.
- Реми Мисора

Кака Реми както е по-известна заради участието си в като водеща в детското телевизионно предаване „Can Mommy Come Too“ е млада жена, която винаги е искала да бъде учителка. Много красива, ужасно мила, но е разсеяна. След поредица от комични грешки тя губи вярата си, че от нея може да стане учителка. Скет Данс ѝ помагат да се пребори със своята неувереност, като за целта използват химическите препарати, забъркани от Чу-сан. В крайна сметка не друг, а грубият учител по химия е този, който ѝ връща вярата. Именно той я взима под крилото си и полага неистови условия да се пребори с пословичната разсеяност на Кака Реми. Постепенно в младата учителка пламват чувства към по-възрастния ѝ колега.

### Други герои
- Роман Саотоме

Роман е малко странно момиче, което отчаяно желае да стане мангака, но няма никаква дарба като художник. Това обаче не я смущава особено и дори нейна манга дебютира в манга-списанието с необичайното наименование „Маргарин“. Притежава странна способност, която нарича „филтъра на Саотоме“, позволяващ ѝ да вижда всичко като през розови очила. Тя моли Скет Данс да открият нейния „Принц от хълма“, в който се е влюбила в един дъждовен ден, но няма представа как е името му. Малко по-късно, за огромна изненада на всички, се оказва, че този „Принц“ всъщност е самия Шеф видян през „филтъра на Саотоме“
- Юки Рейко

Ученичка от Каймей, Юки е поклонничка на окултното и с порядъчно странен ѝ вид дължащ се факта, че прилича на зловещия призрак от „Пръстенът“. Обикновено поздравява с „проклет да си“ и всяко нейно появяване (обикновено влизайки през прозореца по начин смущаващо много приличащ на сцената от „Пръстенът“, в която призрака излиза от телевизора) става причина Шефа и Химеко да изпаднат в паника. В лицето на Суитч, единствения, който въобще не се смущава от зловещата ѝ аура, и твърдо отричащ съществуването на такова нещо като паранормално тя вижда своя главен опонент. Въпреки враждата им между двамата все пак царят приятелски отношение, които – макар и двамата да не си го признават – прерастват в нещо повече.
- Шинзо Такемитсу

Капитанът на отбора по кендо Шинзо мечтае да стане самурай като за целта спазва не само древния самурайски кодекс, но и отказва да носи друго дрехи освен традиционното облекло на древните войни. Това обаче не му пречи да е в крак с последните с технологии що се отнася до мобилния му телефон. Той се появява още във втори епизод, където моли Скет данс да му помогнат да победи в предстоящите състезания по кендо. Винаги много сериозен и отдаден той често е призоваван на помощ от клуба при решаването на една или друга ситуация. Има по-малък брат-побойник с когото са в малко сложни отношения.
- Ябасава-сан

Дебело момиче със странно изглеждаща уста (прилича на цифрата 3, което е повод Шефа и Химеко да си правят доста шеги) и натрапчивия навик да повтаря „ябас, ябас“. Тя се появява често и то колкото до вкара Скет данс в поредната неприятност, без значение дали става въпрос за гледане на проблемния ѝ домашен любимец (малко перверзна маймунка със склонност към хубави момичета) или състезание с награда уста за нейния аватар (с което и изправя Скет данс срещу Ученическия съвет и за малко не довежда до затваряне на клуба).
- Чиаки Такахаши – Капитанката

Чиака е спортно момиче, капитан на отбора по софтбол, от където идва и прякора ѝ. Изключително мила, но и упорита именно тя е тази, която помага на Химеко да върне вярата си в приятелството. Заради тежките тренировки има огромен апетит, който ѝ помага да почти победи в състезание по ядене на „джъмбо рамен“ – огромна седемкилограмова порция, която затруднява дори Шефа (накрая ѝ остава само едно яйце, но тя така и не успява да го изяде, защото яйца я карат да повръща). Загубила е майка си и има по-брат, който също като Химеко има кукла Пелолин, спечелена с помощта на Скет данс.
- Учителя Уон

Мистериозна фигура, която учителя Яманобе боготвори и макар да не се появява пряко в приключенията на Скет данс чрез своя възпитаник той често ги вкарва в големи неприятности. Именно той е този, който научава Яманобе като дете на игрите Хиперион и Дженезис. Шефа, Химеко и Суитч са убедени, че тази мистериозна личност е плод на въображението на учителя по география, но въпреки това се включват в лудите игри, които въпреки безумните си правила се оказват интересни.
- Акане и Реми Фуджисаки

Майката и сестрата на Шефа. Когато Акане забременява с Реми нейния съпруг я изостява и тя е принудена да отглежда дъщеря и сина си сама. Акане работи като дизайнер и ѝ оставя малко време да прекарва с децата си. Реми е малката сестра на Шефа, която използва всяка възможност да се закача с брат си.
- Момока Кибитсу

Побойничка, която се представя за легендарната Онихиме. Впоследствие обаче тя е победена от Химе, която отказва да нанесе последния удар срещу победената си съперница, за да докаже, че вече не е онова момиче, което бие всички. Това става причина и Момока и нейната банда да се сприятелят със Скет данс и често им оказват помощ за решаването на един или друг проблем. След едно състезание, в което трябва да изнесат представление в детска градина с помощта на хубавия глас на Момока те побеждават Ученическия съвет. Именно тогава тя е забелязана от студио, което създава манга-филми и е привлечена като озвучител на анимето „Liberty☆Maji“ където дава гласа си на главната героиня. Малко по-късна тя става актриса и певица, но продължава да бъде приятел на Скет данс и да им помага когато имат нужда от нея.
- Шинпей Такемитсу

Малкият брат на Шиндзо. За разлика от него, кендото не му се отдава и той се отказал от практикуването на този спорт. Освен това е недисциплиниран и често се бие. Хората около тях непрекъснато отбелязват факта, че двамата с Шиндзо въобще не си приличат.
- Джин Каучи

Пъровокурсник в гимназия Каймей, на когото гадателка е предсказала, че ще се влюби в русо момиче държащо нещо синьо в ръка. Той е твърдо уверен, че това момиче е Химеко и въпреки съпротивата ѝ той не се отказва от опитите си да спечели сърцето ѝ.
- Даймон Акитоши/Енигман

Даймон, криещ се зад маската на Енигман е ръководителя на клуба по решаване на загадки и крие истинската си самоличност зад маска. Той е красив младеж с многобройни почитателки, но въпреки това е влюбен безнадеждно в не коя да е, а в своята маскирана колежка Въпросче.
- Въпросче

Въпросче е сладката, красива и зеленеокоса помощничка на Енигман, която му помага в битките със загадки с другите клубове. Даймон се влюбва в нея, но когато тя сваля маската си разбира, че истинската Въпросче всъщност има ужасен и отблъскващ характер.
- Джогасаки Мисуру

Училищен хулиган, безнадеждно влюбен в Капитанката. Честите му сблъсъци със Скет Данс неизменно завършват с унизителен разгром от войнствената Химеко. Ужасно се обижда от факта, че никой от тримата не помнят кой е той. Скет Данс го наричат Джо Кисараги.
- Дате Киоши – Данте

Данте е странен тип с още по-странна прически и държание. Той е поклонник на стил, наречен visual key. Говори много малко и молбите му към Скет Данс често остават неразбрани.
- Сая Агата

Малката сестра на президента на училищния съвет. Тя е доста красиво момиче, с внушителна гръдна обиколка и слабост към пострадали животни. Въпреки красотата си тя има малко странен характер, който проявява неизменно в компанията на момчета.
- Хоске

Малкото бухалче, което Сая спасява. То стои в стаята на Скет Дан, където тя ходи всеки ден под предлог, че идва само за да го нахрани.

## Музика

### Начални песни
1. Kakko Warui I love You!, в изпълнение на French Kiss
2. Michi!, в изпълнение на The Sketchbook
3. Graffiti, в изпълнение на Gackt
4. Message, в изпълнение на The Sketchbook
5. Reboot, в изпълнение на Everset

### Завършващи песни
1. Comic Sonic, в изпълнение на The Pillows
2. Clover, в изпълнение на The Sketchbook
3. Funny Bunny (Rock Stock Version), в изпълнение на The Pillows
4. Kiwoku, в изпълнение на The Sketchbook
5. Milk and Chocolate, в изпълнение на ChocoLe
6. Party! Hallelujah, в изпълнение на SKET ROCK
7. Birthday, в изпълнение на The Sketchbook
8. Colors, в изпълнение на The Sketchbook

### Други песни
1. ikitoshi ikeru Subeteni Tsugu, в изпълнение на Gackt
2. Funny Bunny, в изпълнение на The Sketchbook
3. Aegis ~Kimi wo Mamoru Tate~ в изпълнение на The Seitokai Band
4. Goukakenran Yabayabasu!, в изпълнение на YABASAWABOOKS
5. Dreaming Love
6. Falsehood Venus
7. Respect A Policy
8. Hero, в изпълнение на The Sketchbook

## Списък на епизодите
| 01 | 7 април 2011      | Академия SKET                                                        | В гимназия Каймей пристига нов ученик – Сугихара Теппей, и веднага е привлечен като участник в клуба, който тъкмо разследва случай с драскане на графити по стените на училището. Скет данс са въвлечени в издирване на маскиран нападател, който залива ученици с боя. |  |  |  |
| 02 | 14 април 2011     | Ментов самурай                                                       | За помощ към Скет Данс се обръща капитанът на отбора по кендо – Шинзо Такемтису. Проблемът му се състои в това, че губи всички двубои и състезания, в които участва. Във втора част на серията Скет Данс трябва да опазят пакостливия домашен любимец на Ябасава-сан. |  |  |  |
| 03 | 21 април 2011     | Легендарната Онихиме                                                 | Химеко проследва женска банда, чийто водач си е присвоила прякора Онихиме и се представя за нея. |  |  |  |
| 04 | 28 април 2011     | Романтика! В търсене на принца от хълма!                             | Роман Саотоме моли Скет Данс да намерят момчето, което тя случайно е видяла в един дъждовен ден, и в което се е влюбила от пръв поглед. Във втора част Капитанката моли Скет Данс да открият опаковката от близалка Пелокан, която печели кукла Пелолин за малкия ѝ брат. |  |  |  |
| 05 | 4 май 2011        | Призракът от инсинератора                                            | В училищния вестник се появява снимка на призрака, който обитава гимназия Каймей. Скет Данс трябва да разберат дали това е истина или някой си прави шега и чие дело е тя. |  |  |  |
| 06 | 12 май 2011       | Даори Онихиме може да плаче (Принцесата на демоните също може плаче) | Ябасава-сан моли Скет Данс да изнесе представление пред деца от детската градина. Вицепрезидентът на Ученическия съвет обаче превръща това в състезание между Съвета и клуба. |  |  |  |
| 07 | 19 май 2011       | Лятна сакура                                                         | Към Скет Данс се обръща ученик влюбен в своя приятелка от детинство, която се е преместила в друг град много отдавна. Той от години поддържа връзка с нея чрез телефонни съобщение, но се представя под друго име. |  |  |  |
| 08 | 26 май 2011       | Нерви и Дженезис                                                     | Момока решава да участва в прослушване като озвучителка на аниме филм и за да се подготви за прослушването тя иска Скет Данс да ѝ помогнат. Учителят Яманобе иска клуба да му помогне да основе свой собствен клуб за игра на Дженезис. |  |  |  |
| 09 | 2 юни 2011        | Ента ще го направи!                                                  | Малко момче, търсещо вдъхновение, има нужда от главен герой за своя творба. В същото време Чу-сан създава еликсир за подмладяване, който Шефът случайно взима. |  |  |  |
| 10 | 10 юни 2011       | Не гледайте!                                                         | В училище плъзва слух за прокълнат DVD диск. Същевременно към клуба се обръща участничка в телевизионния клуб, която иска Скет Данс да развеселят нейна приятелка, но в крайна сметка се оказва, че зад цялата история действително стои прокълнатият диск. |  |  |  |
| 11 | 16 юни 2011       | Битка Bibage в действителността                                      | Ябасава-сан моли Скет Данс да участват в турнир по онлайн-игри, за да ѝ помогнат да спечели свой аватар за телефон. Срещу тях се изправя не кой да е а самия Ученически съвет и членовете на клуба, повикали на помощ Шинзо и Саотоме, трябва да се изправят срещу всеки един от членовете на съвета в единоборство. Химеко трябва да премери готварските си умения с красавеца Мичура Шинба, а Шинзо да се изправи в схватка с меч срещу юмруци срещу Сасуке Цубаки. |  |  |  |
| 12 | 23 юни 2011       | Застреляй гангстера и така нататък...                                | Bibage – битките продължават и Суитч се изправя в гангстерска престрелка с Кикуно Асахино – Дейзи. |  |  |  |
| 13 | 30 юни 2011       | Градината на феите                                                   | Шефът се изправя срещу президента на Ученическия съвет Содзиро Агата в битка на умове и карти. |  |  |  |
| 14 | 7 юли 2011        | Продуциране на Учида                                                 | Тихият и скромен ученик Учида Такааки моли Скет Данс да му помогнат да стане популяре и тримата решават да направят всичко възможно, за да спечели състезанието за Господин Популярен организирано от училищния вестник. |  |  |  |
| 15 | 14 юли 2011       | Заблудата на 13-ия ангел                                             | Джейсон-сенсей моли Скет Данс да му помогнат да се представи добре на предстоящата му среща с непозната жена. Във втора част странния Данте има молба към клуба, но преди да му помогнат те трябва да разберат каква точно е тя. |  |  |  |
| 16 | 21 юли 2011       | Рок-фестивал Каймей                                                  | Директор на училището моли Ученическия съвет да се включат в предстоящия рок вестивал, за да го популяризират сред другите ученици. В крайна сметка Скет Данс решават да вземат участие в надпреварата, а Шефът открива у себе си изненадващ музикален талант. |  |  |  |
| 17 | 28 юли 2011       | Група Sketchbook                                                     | Всички три групи, в които взимат участие членовете на клуба се разпадат и в крайна сметка се налага Химеко, Шефа и Суитч да излязат заедно на сцената. |  |  |  |
| 18 | 4 август 2011     | Така мъжете играят Хиперион                                          | Учителят Яманобе отново призовава на помощ Скет Данс, този път да му помогнат да популяризират настолната игра Хиперион за огромно неудоволствие на Химеко, която разбира защо тази игра се счита за „мъжка“. |  |  |  |
| 19 | 11 август 2011    | Паника, 100 подстрижки, в кабинета директора и клуба                 | Репортер от градския вестник иска да вземе интервю от Скет Данс, което става причина Химеко да подстриже твърде дългата коса на Шефа. Нещата обаче малко се объркват. |  |  |  |
| 20 | 18 август 2011    | Групова среща на сляпо                                               | Шефа и Суитч трябва да помогнат на момче, което иска да признае на момичето, което харесва на групова среща с две нейни приятелки. |  |  |  |
| 21 | 25 август 2011    | Отаку и окултизъм                                                    | Юки моли Суитч да ѝ помогне да си купи компютър, обаче в магазина случайно се натъкват на Шефа и Химеко, които искат да разберат причината за тази необичайна среща между двамата иначе заклети врагове. |  |  |  |
| 22 | 1 септември 2011  | Хоумрън в парка                                                      | Директорът на училището моли Скет Данс да разсмеят малкия му внук. |  |  |  |
| 23 | 8 септември 2011  | Толкова е хубаво да си малка принцеса!                               | На Момока ѝ предстои да озвучава своята героиня Маджи като малка, обаче не знае как да се потопи в тази роля, затова моли Скет Данс да ѝ помогнат да се почувства отново дете. Само че двете с Химеко случайно изпиват еликсира за подмладяване на Чу-сенсей. Нещата се объркват още повече, когато от същия еликсир пият и Дейзи-чан и Мимори, което налага Цубаки и Шефа да обединят сили, за да опазят четирите малки момиченца. |  |  |  |
| 24 | 15 септември 2011 | Голям брат, малък брат                                               | Шиндзо моли Скет Данс да му помогнат да изглади отношенията си с малкия си брат. Това обаче събужда спомените на Суитч за неговия собствен брат загинал по трагичен начин. |  |  |  |
| 25 | 22 септември 2011 | Изключено                                                            | Епизода ни показва случилото се с малкия брат на младия Усие, което в крайна сметка го кара да се превърне в Суитч. |  |  |  |
| 26 | 29 септември 2011 | Танца на духа                                                        | В света на Скет Данс чрез специална машина проникват героите на анимето Гинтама, което налага двата екипа да обединят сили. |  |  |  |
| 27 | 6 октомври 2011   | Заедно с Кака и лошия учен                                           | Водещата популярно детско шоу изпълнява мечтата си да стане учителка в гимназия Каймей и става класен ръководител на Шефа, Химеко и Суитч. Кака Реми обаче е разсеяна и се налага клубът да ѝ помага да се справи на новата работа. Към отбора се присъединява и учителят Чу-сан, който става наставник на Кака Реми. |  |  |  |
| 28 | 13 октомври 2011  | Елегантно готвене с Шинба Мичиру                                     | Телевизионният клуб в гимназия Каймей решава да направи телевизионно предаване, което да се излъчи пред всички ученици. За пръв участник е поканен красавецът Мичиру Шинба, който решава да изнесе урок по готвена на многобройните си почитателки. Нещата обаче се объркват от апатичните му асистенти – Агата и Дейзи. |  |  |  |
| 29 | 20 октомври 2011  | Завръщането на сгрешения ангела                                      | Данте отново се обръща към Скет Данс да му помогнат да намери изгубения си молив, в който се крие любовно послание. |  |  |  |
| 30 | 27 октомври 2011  | „Turned the Crank-nyora!“                                            | Шефа и Суитч се пристрастяват към колекционирането на фигурки от популярно аниме. Тяхната страст запалва и Химеко и тримата се впускат в търсенето на рядка фигурка. Във втора част тримата трябва да се преборят с нетипичното поведение на Момока и да я върнат към нейното старо „аз“. |  |  |  |
| 31 | 3 ноември 2011    | Самурай и дрехи                                                      | На Шиндзо му предстои среща с момичето, в което е влюбен и се обръща към Скет Данс да му помогнат с модни съвети. |  |  |  |
| 32 | 10 ноември 2011   | Thief Dance и още...                                                 | Историята ни пренася в друга вселена, където групата от трима войни наречена Thief Dance са наети да спасят отвлечената дъщеря на Чу-сан. |  |  |  |
| 33 | 17 ноември 2011   | Стъкления човек                                                      | В гимназия Каймей се появява тайнствен вандал, който троши прозорците на класните стаи. Междувременно телевизионния клуб иска да заснеме филм за дейността на Скет Данс и всички решават, че разкриването на Стъкления човек ще е идеална възможност да покажат способностите си. |  |  |  |
| 34 | 24 ноември 2011   | Романтичната лаборатория на Кака                                     | Роман Саотоме решава да помогне на своя приятелка да стане мангака като за целта рисува специална манга озаглавена „Как се рисува манга“. Във втора част Скет Данс за пореден път се опитват да помогнат на Кака Реми да се пребори с разсеяността си. |  |  |  |
| 35 | 1 декември 2011   | Войнът на въпросите – Енигман                                        | Клубът по решаване на загадки състоящ се от маскираните Енигман и красавицата Въпросче предизвикват останалите клубове на състезание по решаване на загадки. Този път той се изправя срещу Скет Данс, които трябва да решат три трудни загадки. Във втора част Енигман, разкривайки своята самоличност, моли Скет Данс да му помогнат да призная любовта си на Въпросче. |  |  |  |
| 36 | 8 декември 2011   | Чудовището                                                           | При битка с хулигани, Химеко чупи своя стик и това става причина да припомни раждането на легендарната Онихиме. |  |  |  |
| 37 | 15 декември 2011  | Кунпу, приятният ветрец                                              | Младата Химеко се мести от Осака в Токио, където започва училище. След предателството на момичето, което е смятала за своя най-добра приятелка, тя се мести в друга гимназия в опит да избяга от славата си на зловещата Онихиме. Там обаче се среща с Шефа и Чияки, които се опитват да разчупят леда обвил сърцето ѝ. |  |  |  |
| 38 | 22 декември 2011  | „Kigurumi Break“                                                     | Кака Реми моли Скет Данс да ѝ помогнат в изнасянето на шоу на живо пред деца. Облечени в три странни костюма Шефа, Химеко и Суитч трябва да се изправят с неочаквани трудности. |  |  |  |
| 39 | 5 януари 2012     | Специален... новогодешен                                             | Яманобе-сенсей отново моли Скет Данс за помощ. Този път тримата трябва да изиграя игра, смущаващо много приличаща на Нинтендо, която учителя не е можел да довърши като дете. |  |  |  |
| 40 | 12 януари 2012    | „Stakeout Blues“                                                     | Учениците на гимназия Каймей са нападани от крадец след часовете. Цубаки и Шефът са принудени временно да сключат примирие помежду си и да заловят извършителя. |  |  |  |
| 41 | 19 януари 2012    | Енигман срещу ученическия съвет!                                     | В епизода този път Енигман, с помощта на Шефа се изправя срещу самия Ученически съвет в състезание по решаване на загадки. Във втора част Енигман иска съвет от Скет Данс за предстоящата си среща с Въпросче. |  |  |  |
| 42 | 26 януари 2012    | Внезапното решение Момока да стане театрална актриса                 | На Момока ѝ предстои прослушване за главната роля в театрална постановка. Шефа, Химеко и Суитч трябва да ѝ помогнат да влезе в ролята си. Във втора част Скет Данс четат мангата на Роман, дебютирала в списание. |  |  |  |
| 43 | 2 февруари 2012   | Срамежливото момиче                                                  | Химемо спасява първокурсника Джин от хулигани. Джин обаче е чул от гадателка, че ще се влюби в русо момиче, което държи нещо синьо в ръка, и точно това момиче се оказва неговата спасителка. За да се отърве от влюбения младеж, който не се отказва въпреки агресивната съпротива на Химеко тя решава да го излъже, че всъщност има приятел. За този приятел е нарочен Шефа, който няма представа какво всъщност става. |  |  |  |
| 44 | 9 февруари 2012   | „Drop“                                                               | Капитанката моли Скет Данс да ѝ помогнат да открие кутия от бонбони, с помощта на които да възстанови едно разбито приятелство. |  |  |  |
| 45 | 16 февруари 2012  | Тихи инструкции за Кака                                              | Джейсон-сенсей отново го очаква среща с жена и той пак се обръща към Скет Данс да му помогнат да се справи. Във втора част Кака Реми отива на среща, която с помощта на Чума-сенсей ще завърши по доста неочакван начин. |  |  |  |
| 46 | 23 февруари 2012  | Честит рожден ден. Част първа                                        | Действието се развива няколко години назад, когато Шефа празнува своя петнадесети рожден ден. Тогава той открива касети, които ще разкрият много от неговото минало. |  |  |  |
| 47 | 1 март 2012       | Честит рожден ден. Част втора                                        | Шефът узнава истината за своя произход, за съдбата на истинските си родители и тайната, която Акане пази толкова години. |  |  |  |
| 48 | 8 март 2012       | Честито прераждане                                                   | На седемнадесетия си рожден ден Шефът, точно две години след научаване на истината за произхода си, ще научи онова, което дори самата Акане не знае че все пак не е сам на този свят и има брат близнак. |  |  |  |
| 49 | 15 март 2012      | Световен шампионат по „Дженезис“                                     | Учителя Яманобе моли Скет Данс да вземат участие в световното първенство по Дженезис като представители на Япония. В групата се включва и Капитанката и петимата заедно се отправят към световното първенство. |  |  |  |
| 50 | 22 март 2012      | Ще направя всичко, което желаете, господарю                          | Случайно Химеко контузва ръката не Шефа. Обладана от вина за случилото се тя се съгласява в продължение на един ден да прави всичко, което той ѝ заповядва. Във втора част Джин се опитва да разбере какви са всъщност взаимоотношенията на Химеко с Шефа. |  |  |  |
| 51 | 29 март 2012      | Радвам се да се запознаем                                            | Научали, че са братя Цубаки и Шефа опитват да се сближат. Двамата заедно трябва да се справят с изработването на плаката, което се превръща в истинска катастрофа. По-късно Цубаки е поканен на вечеря със семейството на Шефа, където се запознава с Реми и Акане. |  |  |  |
| 52 | 5 април 2012      | Двуопашатото цундере-момиче!                                         | Странно момиче на име Сая моли Скет Данс да му помогнат да промени своя характер. То има проблеми с общуването с момчета и Шефът трбява да ѝ помогне да се пребори с това. Малко по-късно пак по нейна молба Скет Данс трябва да поеме грижата по отглеждането на един ранен бухал. |  |  |  |
| 53 | 12 април 2012     | Нежна песен за Кома-чан!                                             | За помощ към Скет Данс се обръща Кома-чан – тихо и свенливо момиче, което има огромен ръст и чудовищна сила. Тя много се затруднява да признае на момчето, което харесва, защото когато се смущава губи контрол върху силата си и неизменно наранява някого. Междувременно обаче Сая Агата тайно от всичко наблюдава случващото се. Във втора част към Скет Данс се обръща за помощ Данте, който се оказва, че е влюбен именно в Кома-чан. Двамата изправили се един срещу друг въпреки смущението си трябва да признаят какво изпитват... за огромно съжаление на Шефа. |  |  |  |
| 54 | 19 април 2012     | Срещу гадателката                                                    | Цялата гимназия е полудяла по новата гадателка. Юки Рейко изкарва курс при нея, но Скет Данс подозират, че гадателката мами тяхната съученичка. Суит е твърдо решен да разкрие триковете ѝ, да покаже истината за нейните лъжи и да спаси Юки. |  |  |  |
| 55 | 26 април 2012     | Засмян външно, но Оригами вътрешно                                   | Шефът случайно изпива поредната химически коктейл на Чу-сенсей. Това променя неговите чувства и изражения. За да може Чу-сан да приготви противоотрова, Суитч и Химе трябва да разберат кое изражение на кое чувство отговаря. Във втора част Шефа случайно открива дарбата си да прави оригами и правенето на фигурки от хартия го обсебва. |  |  |  |
| 56 | 3 май 2012        | Може ли да дойда зад кулисите?                                       | |  |  |  |
| 57 | 10 май 2012       | Искаш ли да излезем на среща?                                        | |  |  |  |
|    |                   |                                                                      | |  |  |  |